# Jardin Federico-García-Lorca
Jardin Federico-García-Lorca är en park vid Quai de l'Hôtel-de-Ville i Quartier Saint-Gervais i Paris 4:e arrondissement. Parken är uppkallad efter den spanske poeten och dramatikern Federico García Lorca (1898–1936). Parken anlades år 2013 och hette initialt Square du Port-de-l'Hôtel-de-Ville.

## Omgivningar
- Saint-Gervais-Saint-Protais
- Île de la Cité
- Île Saint-Louis
- Hôtel de Ville

## Bilder
| - Saint-Gervais-Saint-Protais. - Hôtel de Ville. - Federico García Lorca. |

## Kommunikationer
- Tunnelbana – linje   – Hôtel de Ville
- Tunnelbana – linje  – Pont Marie
- Busshållplats Hôtel de Ville – Paris bussnät, linje 67
- Busshållplats Pont Marie – Paris bussnät, linje 67

### Webbkällor
- ”Jardin Federico García Lorca”. Paris.fr. 8 mars 2021. https://www.paris.fr/equipements/jardin-federico-garcia-lorca-1204. Läst 8 mars 2021.
- ”Le square Federico-Garcia-Lorca”. Les rues de Paris. https://www.parisrues.com/rues04/paris-04-square-federico-garcia-lorca.html. Läst 8 mars 2021.